# Cyklistika na Letních olympijských hrách 1912
Cyklistické soutěže na Letních olympijských hrách v Stockholmu.

## Silniční cyklistika

### Muži
| Kategorie                      | Zlato                                                                  | Stříbro                                                                                    | Bronz                                                                                       |
| ------------------------------ | ---------------------------------------------------------------------- | ------------------------------------------------------------------------------------------ | ------------------------------------------------------------------------------------------- |
| Muži závod s hromadným startem | Rudolph Lewis · Jihoafrická unie (RSA)                                 | Frederick Grubb · Velká Británie (GBR)                                                     | Carl Schutte · Spojené státy americké (USA)                                                 |
| Muži družstvo - hromadný start | Švédsko (SWE) · Erik Friborg · Ragnar Malm · Axel Persson · Algot Lönn | Velká Británie (GBR) · Frederick Grubb · Leonard Meredith · Charles Moss · William Hammond | Spojené státy americké (USA) · Carl Schutte · Alvin Loftes · Albert Krushel · Walter Martin |

## Přehled medailí
| Pořadí | Země                   | Zlato | Stříbro | Bronz | Celkově |
| ------ | ---------------------- | ----- | ------- | ----- | ------- |
| 1.     | Jihoafrická unie       | 1     | 0       | 0     | 1       |
| 1.     | Švédsko                | 1     | 0       | 0     | 1       |
| 3.     | Velká Británie         | 0     | 2       | 0     | 2       |
| 4.     | Spojené státy americké | 0     | 0       | 2     | 2       |
|        |                        |       |         |       |         |
| Celkem | Celkem                 | 2     | 2       | 2     | 6       |